# Carcinops tuberata
Carcinops tuberata är en skalbaggsart som beskrevs av Wenzel 1944. Carcinops tuberata ingår i släktet Carcinops och familjen stumpbaggar. Inga underarter finns listade i Catalogue of Life.